# Edward Grigg (1er baron Altrincham)
Edward William Macleay Grigg (8 septembre 1879 - 1er décembre 1955) est un administrateur colonial britannique et un homme politique.

## Biographie

### Les premières années
Grigg est le fils de Henry Bridewell Grigg, CIE, membre de la fonction publique indienne, résident politique de Travancore, et d'Elizabeth Louisa Thomson, fille de Sir Edward Deas Thomson et de sa femme Anna Maria, fille du général Sir Richard Bourke, Gouverneur de Nouvelle-Galles du Sud de 1831 à 1837 . Né à Madras, il fait ses études au Winchester College et au New College, Oxford, où il remporte le prix Gaisford de vers grecs en 1902 . Après avoir obtenu son diplôme, il se lance dans une carrière de journaliste. Il rejoint le Times en 1903 en tant que secrétaire du rédacteur en chef, George Earle Buckle, puis rejoint Outlook en 1905, où il travaille comme rédacteur adjoint sous JL Garvin. Grigg retourne au Times en 1906, où il est à la tête du département colonial jusqu'à sa démission en 1913 afin de devenir le co-rédacteur du Round Table Journal .

### Service militaire
Au début de la Première Guerre mondiale, Grigg s'enrôle dans les Grenadier Guards et est nommé sous-lieutenant de réserve spéciale (en probation) le 13 mars 1915. Il est confirmé dans son grade le 11 août avec une promotion au grade de lieutenant temporaire. Il est ensuite promu lieutenant (effectif le 15 juillet 1915), et capitaine temporaire le 8 novembre. Servant en France, il se distingue au combat avant son transfert à l'état-major en tant que GSO 3, le 4 février 1916, abandonnant brièvement son grade temporaire de capitaine à partir du 27 janvier et le reprenant à partir du 15 avril.
Il reçoit la Croix militaire en 1917 et l'Ordre du Service distingué l'année suivante, et est lieutenant-colonel à la fin de la guerre, devenant le seul civil (officier non régulier) à devenir OSG 1 d'une division pendant la guerre . Grigg est créé Commandeur de l'Ordre de Saint-Michel et Saint-Georges en 1919 et est secrétaire militaire d'Edward, prince de Galles (plus tard Édouard VIII) de 1919 à 1920, accompagnant le prince lors de tournées au Canada, en Australie et en Nouvelle-Zélande. Pour ses services, Grigg est nommé Commandeur de l'Ordre royal de Victoria en 1919 et Chevalier commandant de l'Ordre royal de Victoria en 1920.

### Entrée en politique
À son retour en 1920, Grigg devient secrétaire privé du premier ministre David Lloyd George, développant un profond respect pour le "Welsh Wizard" qui limite par la suite sa carrière politique. Après le départ de Lloyd George en 1922, Grigg quitte un certain nombre de postes au sein de la fonction publique pour entrer à la Chambre des communes. Il est élu au Parlement en tant que député libéral en 1922 dans la circonscription d'Oldham. Pendant cette période, il est également secrétaire du Rhodes Trust, poste qu'il occupe de 1923 à 1925.

### Gouverneur du Kenya
En 1925, Grigg démissionne de son siège pour occuper le poste de gouverneur du Kenya. Bien que frustré dans sa tâche assignée de fusionner le Kenya avec les colonies britanniques limitrophes de l'Ouganda et du Tanganyika, il est un administrateur énergique à la colonie, améliorant l'agriculture, l'éducation et les infrastructures pendant son mandat de gouverneur. Pourtant, Grigg s'oppose à l'examen du développement de la colonie en un État multiracial, estimant que la population africaine d'origine est mal préparée à gérer le gouvernement. Pendant cette période, il est nommé KCMG en 1928.

### Reprise de la politique
Grigg retourne en Grande-Bretagne en 1930, refusant un poste en Inde pour raison de santé. Bien qu'initialement désigné candidat conservateur pour la circonscription centrale de Leeds aux élections générales de 1931, Grigg se présente contre le candidat travailliste national, Richard Denman. Deux ans plus tard, il est réélu au Parlement lors d'une élection partielle dans la circonscription d'Altrincham, restant jusqu'à ce que la circonscription soit abolie en 1945.
Le retour de Grigg à la politique coïncide avec la montée au pouvoir d'Adolf Hitler. Grigg craint le mouvement nazi et dans deux livres, il plaide pour une défense solide contre la menace qu'il représente. Pourtant, Grigg n'a jamais ouvertement contesté la politique d'apaisement avancée par les gouvernements de Stanley Baldwin et Neville Chamberlain, gardant ses critiques privées. Lorsque la guerre éclate, Grigg rejoint le gouvernement en tant que secrétaire parlementaire du ministère de l'Information. En avril 1940, il devient d'abord secrétaire aux finances, puis co-Sous-secrétaire d'État à la guerre, poste qu'il occupe jusqu'en mars 1942. Il décline la proposition de Winston Churchill pour devenir premier commissaire des travaux, car cela dépendait de l'acceptation d'une pairie, et n'est revenu au gouvernement que le 21 novembre 1944, lorsqu'il est choisi comme ministre résident du Moyen-Orient comme successeur de Walter Guinness qui a été assassiné deux semaines plus tôt. Grigg est également nommé conseiller privé en 1944 .

### Dernières années
À la suite de la défaite du gouvernement conservateur aux Élections générales britanniques de 1945, Grigg est élevé à la pairie en tant que baron Altrincham, de Tormarton dans le comté de Gloucester, mettant ainsi fin à sa carrière politique. Trois ans plus tard, il prend la direction de la National Review, poste qu'il occupe jusqu'à ce qu'une santé défaillante l'oblige à prendre sa retraite en 1954. Grigg est décédé un an plus tard dans le Gloucestershire à l'âge de 76 ans. Son fils, John Grigg, qui est le deuxième baron Altrincham à la mort de son père, renonce à la pairie en 1963 en vertu de la Peerage Act de cette année.

## Famille
En 1923, Grigg épouse Joan Dickson-Poynder, fille de son collègue politique John Dickson-Poynder. Ils ont trois enfants:
- John Edward Poynder Grigg, 2e baron Altrincham (15 avril 1924 - 31 décembre 2001), journaliste et auteur
- Annabel Desirée Grigg, (née le 19 novembre 1931),
- Anthony Ulrick David Dundas Grigg, 3e baron Altrincham (né le 12 janvier 1934).

## Publications
- The Greatest Experiment in World History (1924)
- Unity (1935)
- The Faith of an Englishman (1936)
- Britain Looks at Germany (1938)
- The British Commonwealth: Its Place in the Service of the World (1944)
- Kenya's Opportunity: Memories, Hopes and Ideas (1955)